# Hochfelden (comuna suprimida)
Hochfelden (en alsaciano Hohfalde) era una comuna francesa situada en el departamento de Bajo Rin, de la región de Gran Este, que el 1 de enero de 2017 fue suprimida al fusionarse con la comuna de Schaffhouse-sur-Zorn.y formar la comuna nueva de Hochfelden.

## Demografía
| Gráfica de evolución demográfica de Hochfelden entre 1800 y 2014 |
|                                                                  |

Los datos demográficos contemplados en este gráfico de la comuna de Hochfelden se han cogido de 1800 a 1999 de la página francesa EHESS/Cassini, y los demás datos de la página del INSEE.